# کاسپین ماکان
کاسپین ماکان مهر (زادهٔ ۲۰ دی ۱۳۵۰) فیلمساز، خبرنگار، عکاس حرفه‌ای، فعال حقوق بشر و کنشگر مسائل سیاسی است. وی در رشته‌های فیلمسازی و معماری تحصیل کرده و از سال ۱۳۷۰ فعالیت‌های فرهنگی و هنری خود را آغاز نمود.

## زندگی
کاسپین ماکان فیلم‌ساز، خبرنگار، عکاس و روزنامه‌نگار بود. او ده‌ها نمایشگاه انفرادی و تخصصی در ایران برگزار کرده است. او همچنین سابقه شرکت در چند نمایشگاه عکس خارجی را نیز در کارنامه خود دارد. 

### نقش در وقایع ۱۳۸۸
کاسپین ماکان نامزد ندا آقاسلطان، دختری است که در جریان وقایع بعد از انتخابات ریاست جمهوری ایران در سال ۱۳۸۸ (۳۰ خرداد ۱۳۸۸) کشته شد. کاسپین ماکان با ندا آقاسلطان در زمان رخداد کشته شدنش در یک رابطه دوستی جدی بود، به طوری‌که مادر ندا می‌گوید:
ندا و کاسپین ۲۰ فروردین ماه آشنا شدند و این آشنایی بعد از دوماه به مرحله نامزدی رسیده بود. یعنی بحث خواستگاری مطرح شده بود و قرار بود رسماً با هم ازدواج کنند که تظاهرات شروع و ندا کشته شد و اگر این اتفاق نیفتاده بود ندا و کاسپین با هم ازدواج می‌کردند.
او یک روز پس از قتل ندا به مصاحبه با رسانه‌های داخلی و خارجی پرداخته و ابراز داشت که رژیم جمهوری اسلامی ایران مسئول قتل نداست. او همچنین در مصاحبه با شبکه یک اعلام کرد که ندا طرفدار جنبش سبز نبوده و در انتخابات دوره دهم ریاست جمهوری شرکت نداشته است. چراکه حکومت اسلامی را پایه و اساس تمامی مشکلات می‌پنداشت. او با انتشار تصاویر واقعی ندا، نام خانوادگی حقیقی او را که به اشتباه صالحی معرفی شده بود تصحیح کرده و بیان داشت که ندا تنها به دنبال آزادی بود. علی آقاسلطان، پدر ندا آقاسلطان نیز در مصاحبه‌هایی این امر را تأیید کرده و تأکید کرد که ندا طرفدار جنبش سبز نبوده و رای نداده است.
کاسپین در مصاحبه‌ای مدعی شده بود که بر اساس ویدیوهای موجود و شهادت شاهدان عینی، یک بسیجی به نداآقاسلطان شلیک کرده است.

### بازداشت در سال ۱۳۸۸
در تاریخ ۱۳ شهریور ۱۳۸۸ سازمان عفو بین‌الملل اعلام کرد که حکومت ایران، کاسپین ماکان را از تاریخ ۵ تیر ۱۳۸۸ دستگیر کرده و او را تحت فشار گذاشته‌اند تا «اعتراف کند که قتل ندا کار سازمان مجاهدین خلق بوده‌است». منابع خبری گزارش کرده‌اند که کاسپین ماکان شش روز پس از مرگ ندا، و با محاصره منزلش توسط نیروهای امنیتی بازداشت و به مدت دو ماه به زندان افتاد در هنگام بازداشت او تمام آرشیو کاری و بسیاری از وسایل شخصی اش مصادره شد.
به گفته خودش، مأموران به او گفته بودند که او قطعا اعدام خواهد شد. او با تعهد به عدم خروج از ایران، مشارکت نداشتن در امور سیاسی و مصاحبه و با قرار وثیقه به صورت موقت آزاد شد، اما از ایران خارج گردید و به ترکیه گریخت.

### خروج از ایران و پناهندگی

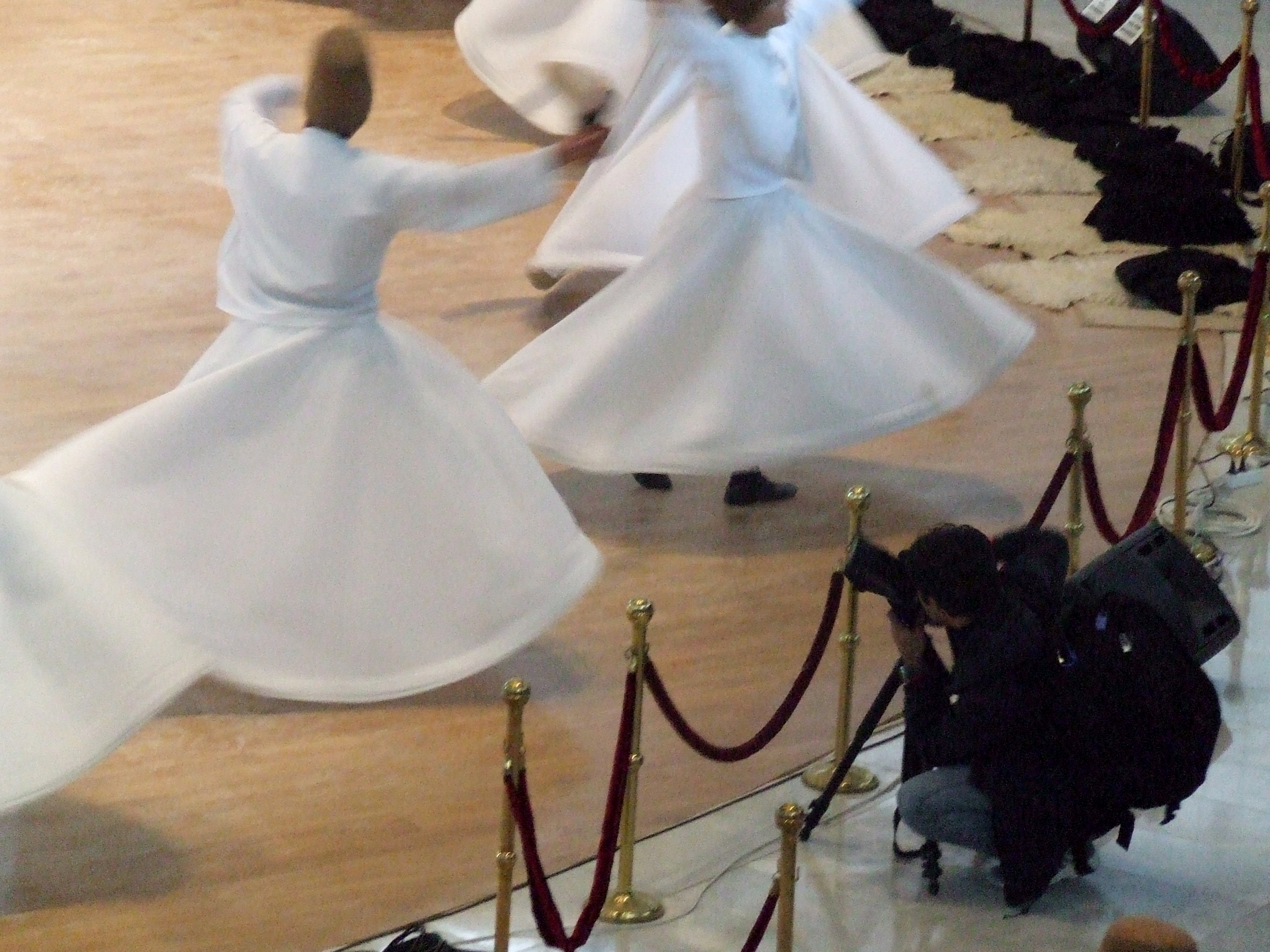
کاسپین ماکان در حال تصویر برداری از رقص عارفانه، ترکیه

او پس از فرار از ایران و ورود به کشور ترکیه، پس از دو ماه از کشور کانادا پناهندگی سیاسی دریافت کرد. وی اعلام کرده‌است که تغییر دین داده‌است و از دلایل خروج وی از ایران، ترس از مجازات اعدام به اتهام «ارتداد» و هم‌چنین عدم شرکت در «دادگاه‌های نمایشی» موسوم به دادگاه متهمان حوادث پس از انتخابات دهم ریاست جمهوری ایران بوده‌است.

### فعالیت‌های ضد جمهوری اسلامی در خارج از ایران
کاسپین ماکان چندی پس از مرگ ندا آقاسلطان و آزادی موقت از زندان، از ایران خارج شد. وی به سوئیس، سوئد، آلمان، ایتالیا و چندین کشور دیگر سفر کرد و در مصاحبه‌هایی پی در پی به انتقاد از نظام جمهوری اسلامی ایران پرداخت. کاسپین ماکان با دعوت سازمان ملل، به سوئیس رفته و در آنجا در رابطه با نقض قوانین حقوق بشر توسط حاکمیت ایران پرداخت.
کاسپین ماکان در سال ۲۰۱۰ در پارلمان کانادا سخنرانی کرده و طرح‌های پایه‌ای برای مقابله با حکومت ایران را ارائه داد. او برای اولین بار در جهان طرح تحریم نفت و مشتقات نفتی علیه ایران را مطرح کرد. همچنین تحریم سیستم ترابری از جمله ترابری هوایی و عدم هرگونه فعالیت جمهوری اسلامی در کشور کانادا را ارائه داده و خواستار بسته شدن سفارت ایران در این کشور شد. در این سخنرانی که با عنوان زلزله در کانادا، کاسپین ماکان در پارلمان؛ در رسانه‌های این کشور منتشر شده، نازنین افشین جم نیز او را همراهی کرد.
او قصد داشت تا دادگاهی بین‌المللی برای بررسی قتل ندا آقاسلطان به راه بیندازد که به گفته خودش، با قطع همکاری خانواده ندا با او، این کار به سرانجام نرسید.

### سفر به اسرائیل
کاسپین ماکان در تاریخ ۲۰ مارس ۲۰۱۰ میلادی، به دعوت شبکه ۲ تلویزیون اسرائیل به این کشور سفر کرد و در طول سفرش، با شیمعون پرس رئیس جمهور اسرائیل دیدار و هم‌چنین از موزه ید و شم بازدید کرد. مستند این سفر از شبکه ۲ اسرائیل پخش شد.‌ خبرگزاری‌های اسرائیل درباره ملاقات او با رئیس‌جمهور اسرائیل نوشتند که کاسپین خودش را نماینده مردم ایران معرفی کرده است. کاسپین این ادعای رسانه‌های اسرائیلی را بعدها رد کرد و مدعی شد که تنها در هنگام گرفتن مجسمه پرنده صلح، از جانب همه ایرانی‌ها از رئیس‌جمهور تشکر کرده است.

## انتقادها
سفر کاسپین ماکان به کشور اسرائیل، با واکنش‌های فراوانی که عمدتاً انتقادآمیز بود، مواجه شد. از جمله هاجر رستمی‌مطلق، مادر ندا آقاسلطان، در مصاحبه‌ای با بی‌بی‌سی فارسی ضمن انتقاد از سفر کاسپین ماکان به اسرائیل گفته بود که «نامزد ندا بودن این حق را برای کاسپین ماکان ایجاد نمی‌کند که به اسرائیل سفر و با شیمون پرز دیدار کند». خواهر ندا نیز در مصاحبه با بی‌بی‌سی اعلام کرد که رفتارهای کاسپین ماکان، اقدامات شخصی خود اوست و به ندا و خانواده او ارتباطی ندارد. او این اقدام کاسپین را سوءاستفاده از نام خواهرش دانست.
هرچند در مقابل، حامیان کاسپین ماکان به انتقاد از اصلاح طلبان پرداختند، با این حال در واکنش، کاسپین ماکان از اقدام خود در سفر به کشور اسرائیل و ملاقات با رئیس‌جمهور آن کشور دفاع کرده و در مصاحبه‌ای با بی‌بی‌سی فارسی گفت که «سفر او با قصد انسان‌دوستانه و با هدف شکستن تصویری که نظام جمهوری اسلامی ایران از یک «دشمن فرضی» به نام اسرائیل در ذهن مردم ایران ساخته‌است و با عنوان یک فرد مستقل و نه وابسته به گروه‌های سیاسی صورت گرفته‌است». او همچنین سعی کرد تا در مصاحبه اش با فرشته قاضی به تمام شایعات پایان دهد. اما تنها چند روز بعد مصاحبه وی از سایت روز آنلاین حذف گردید.
کاسپین ماکان، با این اتهام رسانه‌ای مواجه بود که از نام ندا آقاسلطان برای کسب مشهوریت و پول سوءاستفاده می‌کند. هفته‌نامه آلمانی اشپیگل آنلاین در شرح مفصلی از اتهامات وارده به کاسپین می‌نویسد که «ماکان، با واژگانی که همواره گل‌افشان‌تر می‌شدند، در هر مصاحبه نکات تازه‌ای را بیان می‌کرد. نکاتی که نشان می‌داد اندیشه‌های عمیقی ندا را به خیابان کشانده‌اند.». در جای دیگری از این خبر آمده است که کاسپین با استخدام مشاور مطبوعاتی، برای مصاحبه‌های خود پول دریافت می‌کرد. جیسون آتاناسیادیس خبرنگار واشنگتن‌تایمز در تهران دیگر منتقد او بود.

## آثار
کاسپین ماکان نویسنده دو کتاب به نام‌های نگین طبرستان و بشنو از نی است. کتاب مصور بشنو از نی  به مولوی و مقبره وی پرداخته. نمایشگاه تصاویر مولوی به مناسبت هشتصدمین سالروز تولد مولانا در کاخ نیاوران تهران در سال ۱۳۸۷ برگزار گردید. کتاب نگین طبرستان زمانی به چاپ نهایی رسید که کاسپین ماکان در زندان اوین به سر می‌برد. ترجمه این کتاب از زبان پارسی به انگلیسی را علی شعرباف و خطاطی آن را اسرافیل شیرچی بر عهده داشته‌اند.